# Motorrad-Europameisterschaft 1935
Die Titel der Motorrad-Europameisterschaft 1935 wurden beim XII. Großen Preis der F.I.C.M. vergeben, der am 24. August 1935 in County Antrim bei Belfast im Rahmen des XVI. Ulster Grand Prix auf dem 20,5 Meilen langen Clady Circuit ausgetragen wurde.
Der Große Preis von Europa fand erstmals im Rahmen der Ulster Grand Prix statt.

## Rennverläufe
Im Rennen der 250-cm³-Klasse gewann der DKW-Pilot Arthur Geiss im Alter von 32 Jahren den einzigen EM-Titel seiner Laufbahn. Bereits kurz nach dem Start hatte sich der Hockenheimer in Führung gesetzt, diese in der dritten Runde wieder verloren und wenige Umläufe später mit zwei Rekordrunden zurückerkämpft. Nach einem Tankstopp und einem Zündkerzenwechsel lag Geiss zwischenzeitlich wieder auf Rang zwei. Nachdem der führende Engländer Bob Foster auf New Imperial ebenfalls hatte nachtanken müssen, setzte sich der Deutsche erneut an die Spitze und überquerte die Ziellinie schließlich mit 25 Sekunden Vorsprung auf Foster. Arthur Geiss wurde damit der erste nicht-Brite, der mit einer nicht-britischen Maschine den seit 1922 ausgetragenen Ulster Grand Prix gewinnen konnte.
Der 350-cm³-Lauf wurde zu einer rein britischen Angelegenheit. Es siegte der 33-jährige Wal Handley vor Ernie Thomas, beide auf Velocette. Dritter wurde Johnny Duncan Norton. Für Handley war es bereits der dritte EM-Titel seiner Laufbahn.
In der Halbliterklasse konnte der 38-jährige Schotte Jimmie Guthrie seinen ersten EM-Titel feiern. Der Norton-Werksfahrer siegte trotz eines Sturzes mit über drei Minuten Vorsprung auf den belgischen FN-Piloten René Milhoux.
Läufe für Gespanne wurden 1936 nicht veranstaltet.

## Rennergebnisse
| Klasse  | Sieger                  | Zweiter                   | Dritter                    |
| ------- | ----------------------- | ------------------------- | -------------------------- |
| 250 cm³ | Arthur Geiss (DKW)      | Bob Foster (New Imperial) | Gordon Burney (Moto Guzzi) |
| 350 cm³ | Wal Handley (Velocette) | Ernie Thomas (Velocette)  | Johnny Duncan (Norton)     |
| 500 cm³ | Jimmie Guthrie (Norton) | René Milhoux (FN)         | Arthur Tyler (Velocette)   |

## Verweise